# Шиитская мечеть (Тбилиси)
Тбилисская шиитская мечеть (груз. თბილისის შიიტური მეჩეთი) или же мечеть Шах-Аббаса (азерб. Şah Abbas məscidi) — историческая мечеть в Тбилиси.

## История
Была построена шахом Исмаилом I в 1522—1524 годах.
Мечеть изображали на многих пейзажах Тифлиса такие известные художники как Луиджи Премацци, Карл Виттке, Никанор Чернецов.
Являлась крупнейшей мечетью на Кавказе[уточнить]. В 1951 году была снесена при постройке нового Метехского моста.

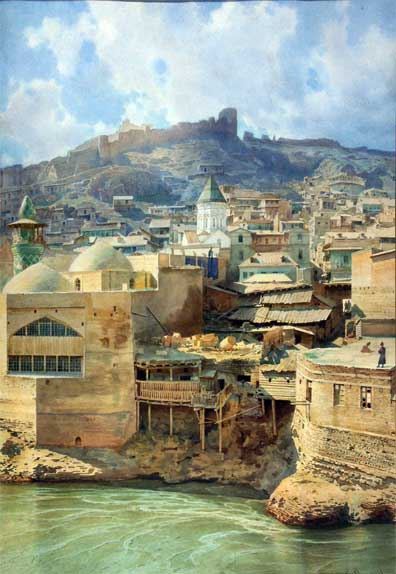
Картина Луиджи Премацци
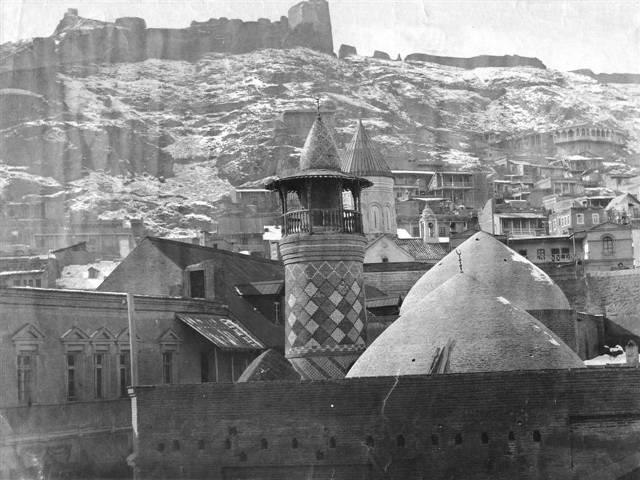
Фотография XIX века
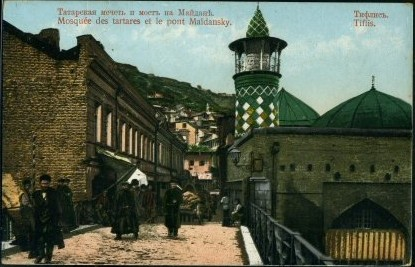
Почтовая открытка Российской империи. Татарская (азербайджанская) мечеть и мост на Майдане. Тифлис. 1910 год